# Tobliner See
Der Tobliner See (italienisch: Lago di Toblino) ist ein Bergsee in der italienischen Provinz Trient etwa 20 km nordöstlich des Gardasees.
Er liegt im Valle dei Laghi, einem von den Gardaseebergen eingerahmtem Tal zusammen mit mehreren anderen kleinen Seen. Das auf der einzigen Insel des Sees liegende Castel Toblino stellt ein beliebtes Fotomotiv dar.
Der See und die umliegenden Hügel mit ihren Steineichenwäldern sind seit 1992 Naturschutzgebiet.

## Entstehung
Der See ist nach der letzten Eiszeit durch Schwemmkegel entstanden, die der Fluss Sarca angeschwemmt hat und zum Aufstauen des Sees geführt haben. Seit der Inbetriebnahme des Wasserkraftwerkes S. Massenza 1951 am gleichnamigen nördlich vom Tobliner See gelegenen Lago di Massenza dient der Tobliner See als Durchlaufbecken, der über den Rimone Nuovo mit dem Lago di Massenza und dem Lago di Cavedine in Verbindung steht. Infolge dieses Eingriffes und der damit verbundenen massiven Wasserzuleitung hat sich die Wasserfarbe des ursprünglich klaren türkisgrünen Sees in einen milchig trüben Farbton verändert. Diese Wasserzufuhr hat daneben auch zu einer Verlandung aufgrund von eingeschwemmten Sedimenten und zu einer Senkung der Wassertemperatur geführt.  So beträgt die durchschnittliche Wassertemperatur im Juli 14 °C und im November 10 °C.

## Flora und Fauna
Am See sind unter anderem die Gelbe Teichrose, der Rohrkolben, das Schilfrohr und die Silber-Weide heimisch. Der am Ufer verbreitete Röhricht bietet zahlreichen Vogelarten Rückzugs- und Nistplätze. Anzutreffen sind hier: der Seidensänger, die Stockente, die Teichralle, das Blässhuhn, der Haubentaucher und der Graureiher. Der See wird auch als Rastplatz von Zugvögeln bei ihren Migrationen genutzt.

## Fischfauna
Es sind folgende Fischarten anzutreffen: der Döbel, der Strömer, die Schleie, die Rotfeder, die Tiberbarbe, der Hecht, die Seeforelle, die Bachforelle, die Felche, der Dreistachlige Stichling, die Groppe, der Flussbarsch sowie der Europäische Aal.